# Baharanshahr
Bahārānshahr (farsi بهاران شهر) è una città dello shahrestān di Falavarjan, circoscrizione Pir Bakran, nella Provincia di Esfahan. 